# Kodomo
Kodomo (jap. 子供, dt. „Kind“) bezeichnet ein Genre beziehungsweise eine Gattung von Animes und Mangas, die sich speziell an Kinder bis ins Mittelschulalter richten. Als Manga erscheinen sie in an Kinder gerichteten Magazinen und enthalten viele Furigana als Lesehilfen. Im Gegensatz zu den Serien für ältere Leser, wie Shōnen für Jungen und Shōjo für Mädchen, gibt es in den Kodomo-Manga keine Trennung der Zielgruppe nach Geschlecht.
Zu Beginn des modernen Mangas nach dem Zweiten Weltkrieg waren fast alle Serien an Kinder gerichtet und es gab daher weniger explizit an Kinder gerichtete Magazine. Eine der ersten war The Kodomo Manga Shimbun von 1946. Ab den 1960er Jahren wurden nach und nach auch ältere Leser angesprochen, sodass sich ab den 1970ern eigene Magazine nur für Kinder etablierten. Das bedeutendste davon ist CoroCoro Comic, in dem mit Doraemon auch eine der wichtigsten Serien der Gattung erschien. Ein weiteres wichtiges Magazin ist Comic BomBom, das jedoch 2007 eingestellt wurde. Die Magazine werben oft für oder enthalten Merchandising zu den Serien. Bevor es Manga-Magazine für Kinder gab, erschienen Kodomo vor allem in gemischten Magazinen, in denen Comics nur einen Teil ausmachen und die auch viele Bildungsinhalte bieten. Seit den 1990er Jahren wurden auch Kodomo-Manga selbst stärker zur Vermittlung von Bildung und Erziehung eingesetzt, beispielsweise durch Adaption von Märchen und Kinderbuchstoffen oder von Biografien.
Neben Doraemon sind Hamtaro, Pokémon und Dr. Slump bekannte Vertreter.
Bei den jährlich vergebenen Shōgakukan-Manga-Preis und Kōdansha-Manga-Preis besteht auch eine Kategorie für Kodomo-Manga.